# Zeitschrift für deutsche Philologie
Zeitschrift für deutsche Philologie (förkortat ZfdPh) är en facktidskrift för  germanistik. 
Tidskriften utkommer fyra gånger årligen (plus ett Sonderheft) och publicerar uppsatser och recensioner inom såväl den äldre som den nyare litteraturhistorien. Tidskriften grundades 1868 av Ernst Höpfner och Julius Zacher och utkommer sedan 1954 på Erich Schmidt Verlag. 